# Поповогребельська сільська рада
| Поповогребельська сільська рада — колишній орган місцевого самоврядування у Чечельницькому районі Вінницької області з адміністративним центром у селі Попова Гребля. Червоногребельській сільські раді підпорядковані населені пункти: - с. Попова Гребля - с. Новоукраїнка |

## Склад ради
Рада складається з 16 депутатів та голови.

## Працівники
- Сільський голова — Катеринич Віктор Васильович
- Секретар сільської ради — Макарівська Наталія Степанівна
- Бухгалтер сільської ради — Сендик Жанна Миколаївна
- Землевпорядник сільської ради — Кривов'зюк Микола Васильович
- Касир сільської ради — Парелюлько Катерина Іванівна
- Техпрацівниця — Зеленянська Нелля Михайлівна

Опалення пічне.
Виборчих округів — 16 , депутатів сільської ради — 16 чол.
Членів виконкому — 7 чол.

## Керівний склад сільської ради
| ПІБ                         | Основні відомості                                                                | Дата обрання | Дата звільнення |
| --------------------------- | -------------------------------------------------------------------------------- | ------------ | --------------- |
| Усатий Микола Петрович      | Сільський голова , 1956 року народження, освіта, безпартійний                    | 26.03.2006   | 31.10.2010      |
| Катеринич Віктор Васильович | Сільський голова , 1970 року народження, освіта середня спеціальна, безпартійний | 31.10.2010   |                 |

Примітка: таблиця складена за даними джерела